# Pallare
Pallare – miejscowość i gmina we Włoszech, w regionie Liguria, w prowincji Savona.
Według danych na rok 2004 gminę zamieszkiwało 931 osób, 44,3 os./km².